# Wielesa
Wielesa (ros. Велеса) – rzeka w północno-zachodniej Rosji, lewy dopływ Dźwiny. Długość - 114 km, powierzchnia zlewni - 1420 km². 
Wypływa z bagien Wałdaju na południe od miasta Andrieapol w obwodzie twerskim. W górnym biegu rzeka wąska i kręta. W dolnym biegu, w pobliżu ujścia, szerokość wzrasta do 20 m. Uchodzi do Dźwiny 50 km poniżej miasta Zapadnaja Dwina. 